# Vecāķi
Vecāķi – jeden z mikrorejonów Rygi – stolicy Łotwy – położony w dystrykcie Północnym. Według danych na rok 2021 Vecāķi zamieszkiwało 1745 osób, a gęstość zaludnienia wyniosła 758 os./km².

## Geografia
Całkowita powierzchnia Vecāķi wynosi 2,3 km², czyli prawie 3 razy mniej niż średnia powierzchnia wszystkich mikroregionów Rygi.

## Galeria

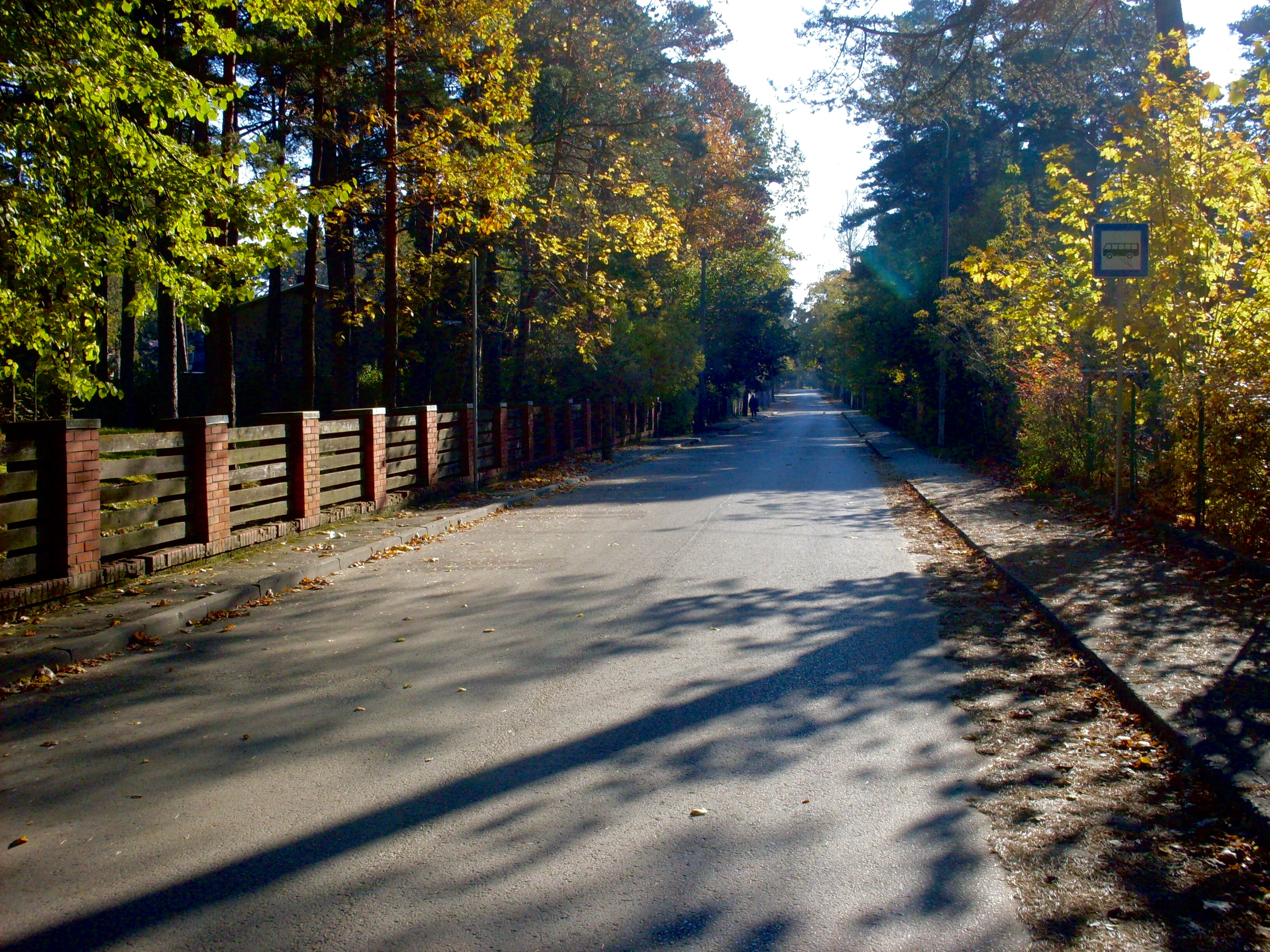
Ulica Selgas w Vecāķi
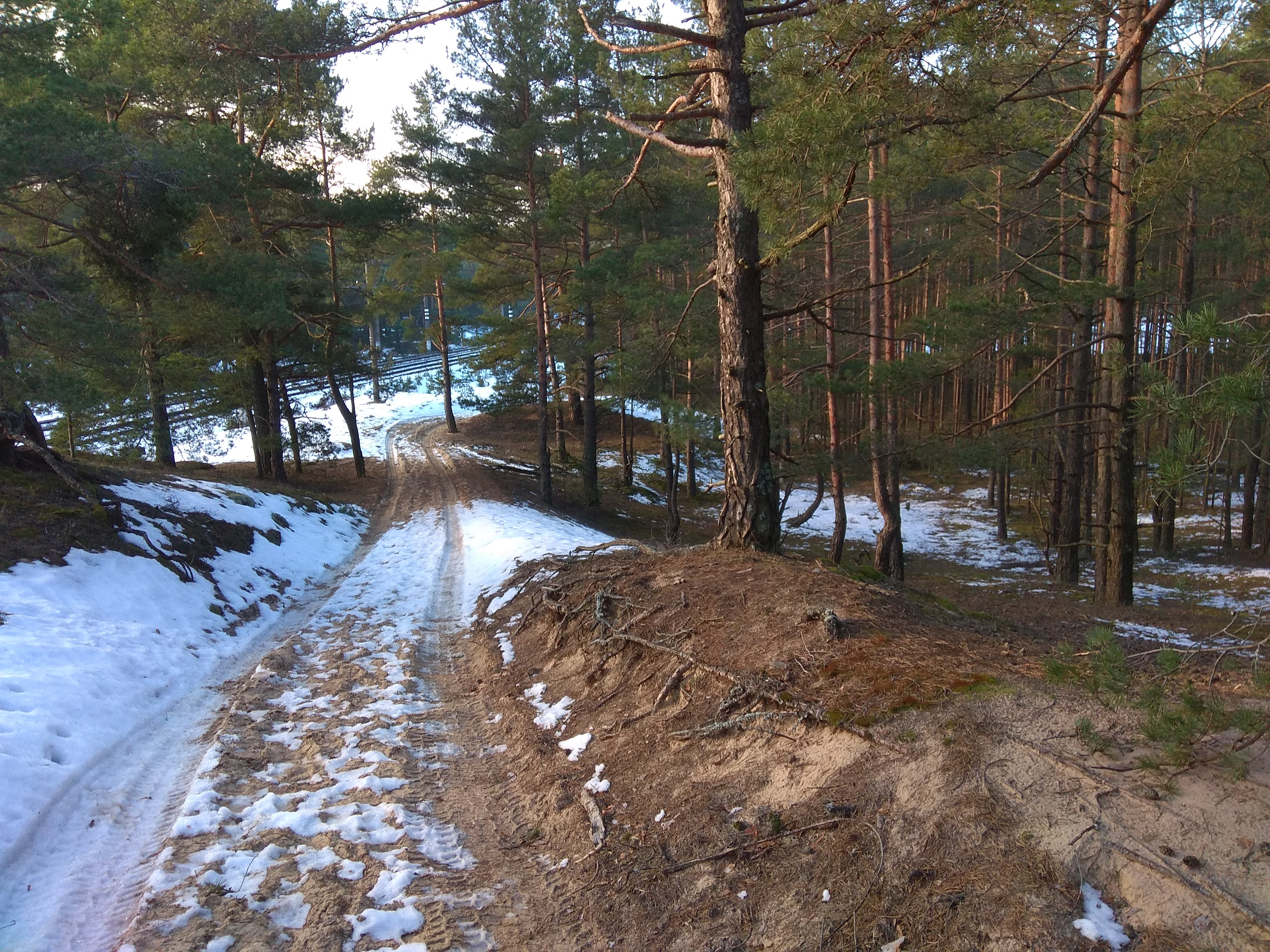
Tory kolejowe przebiegające przez las w Vecāķi
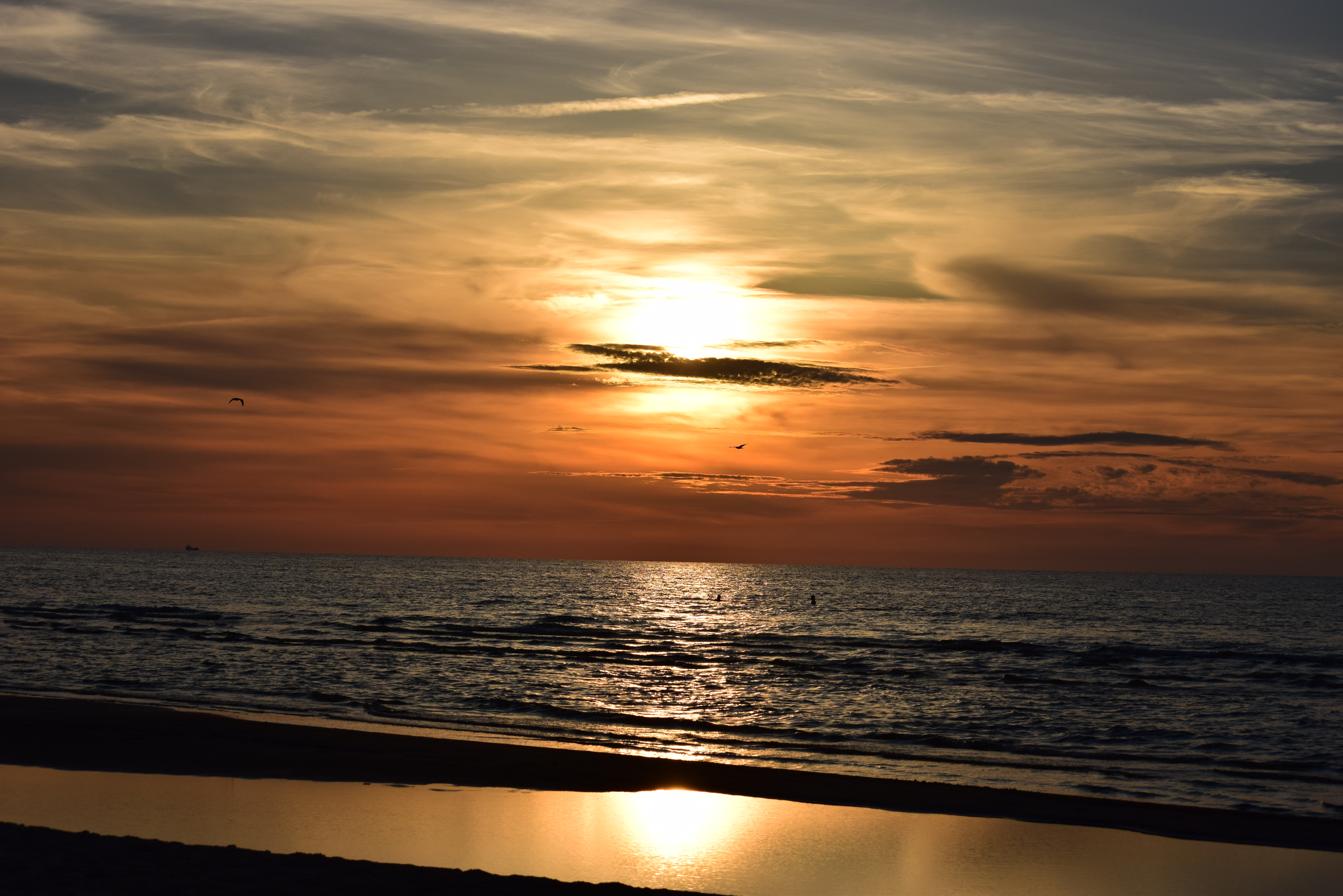
Zachód słońca na plaży w Vecāķi
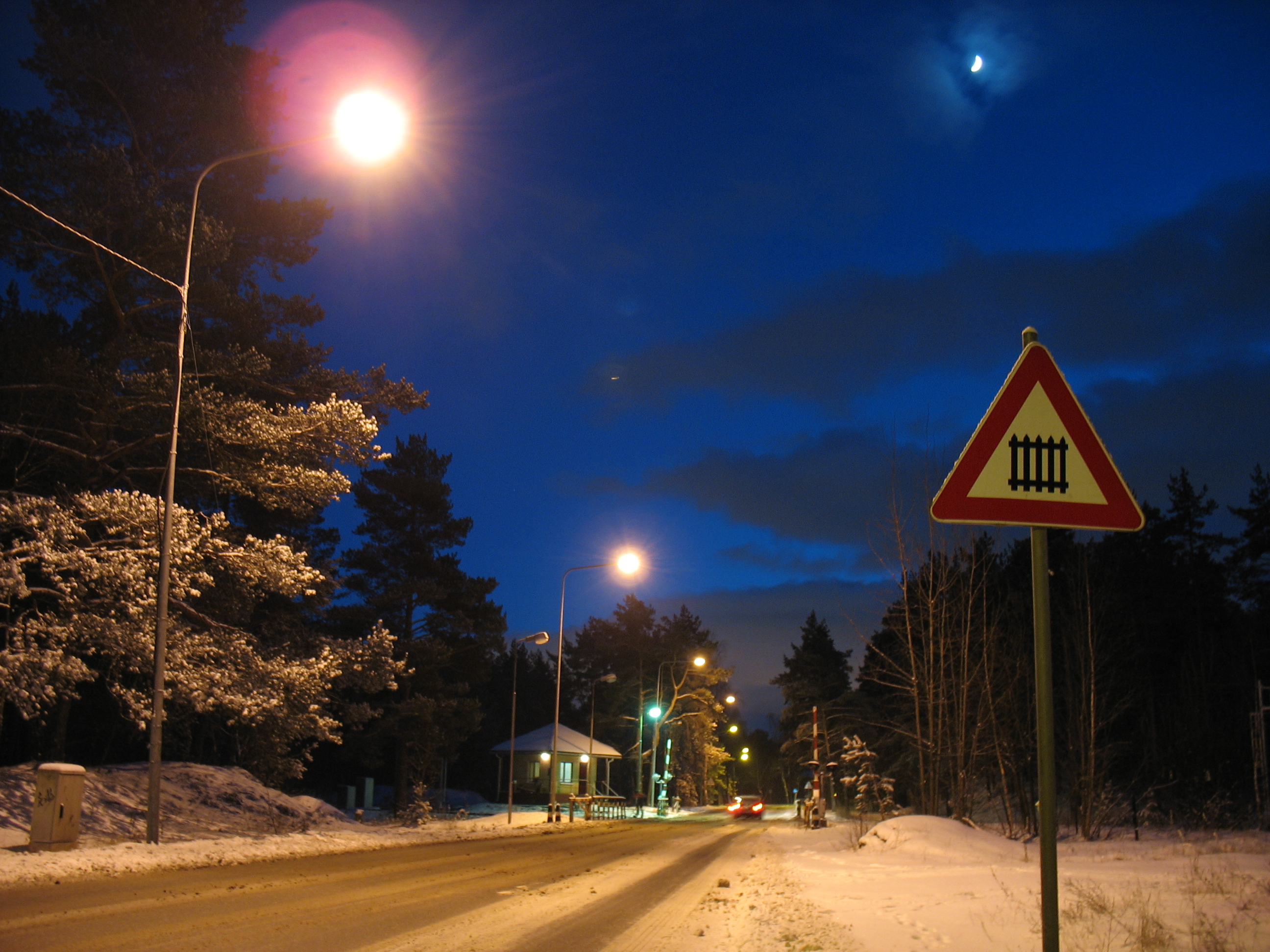
Przejazd kolejowy w Vecāķi
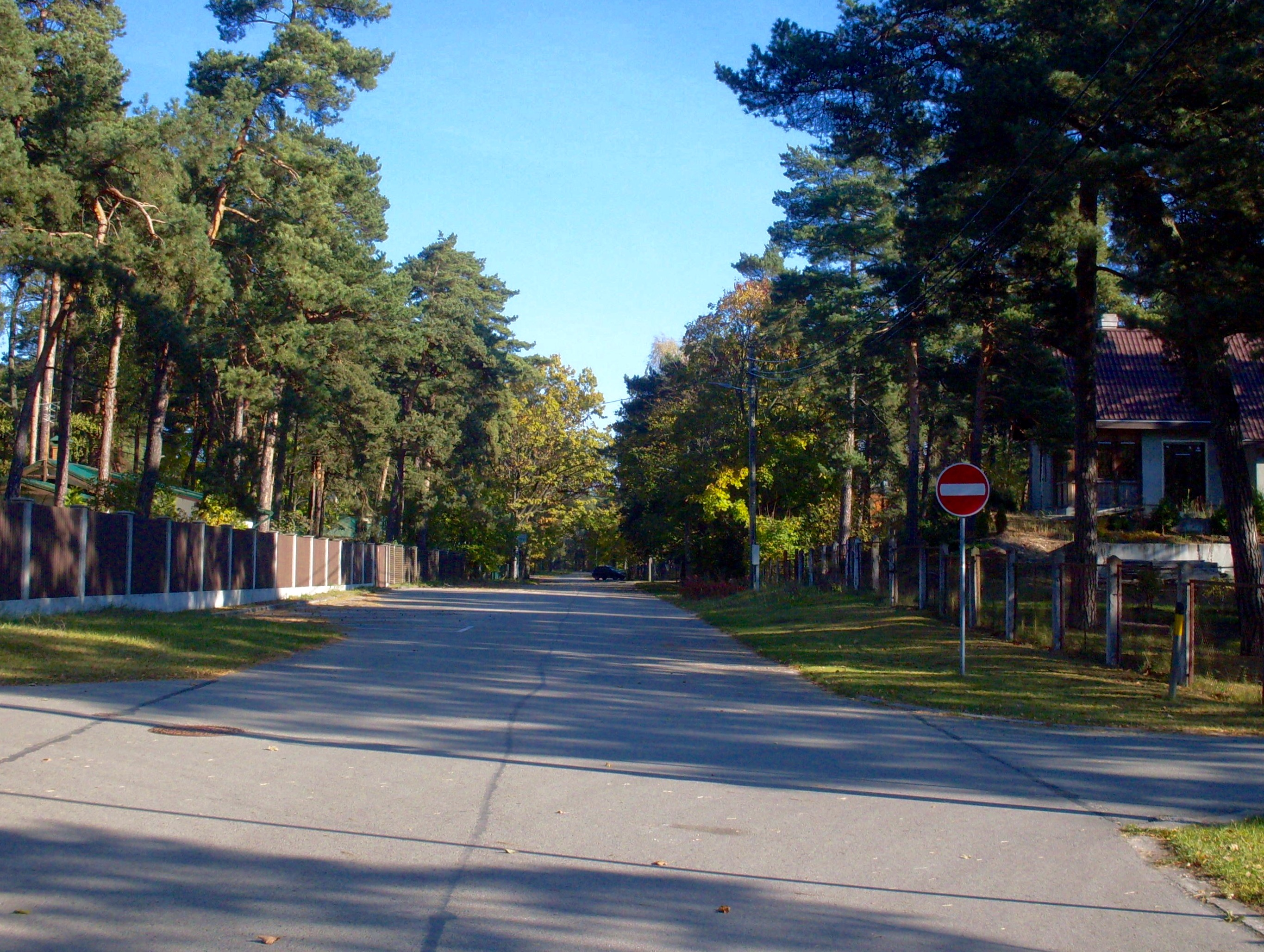
Ulica Garciema w Vecāķi